# Aldobrandino II d'Este
Aldobrandino II d'Este (? - 1326) was markies van Ferrara vanaf 1308 tot aan zijn dood. Hij was de tweede zoon van Obizzo II d'Este en zijn vrouw Jacopina Fieschi. Toen zijn broer Azzo in 1308 kinderloos stierf, erfde Aldobrandino de titel. Hij liet zijn rechten gelden op Modena en Reggio, waar zijn broer vanaf had gezien. Aldobrandino stierf in 1326 en werd opgevolgd door zijn zoon Obizzo.